# Harry Jungbluth
Harry Alfred Jungbluth (Bergen, 27 april 1847 – Brussel, 27 maart 1930) was een Belgisch generaal. Hij was jarenlang (1912-1930) chef van het Militair Huis van koning Albert I.

## Levensloop

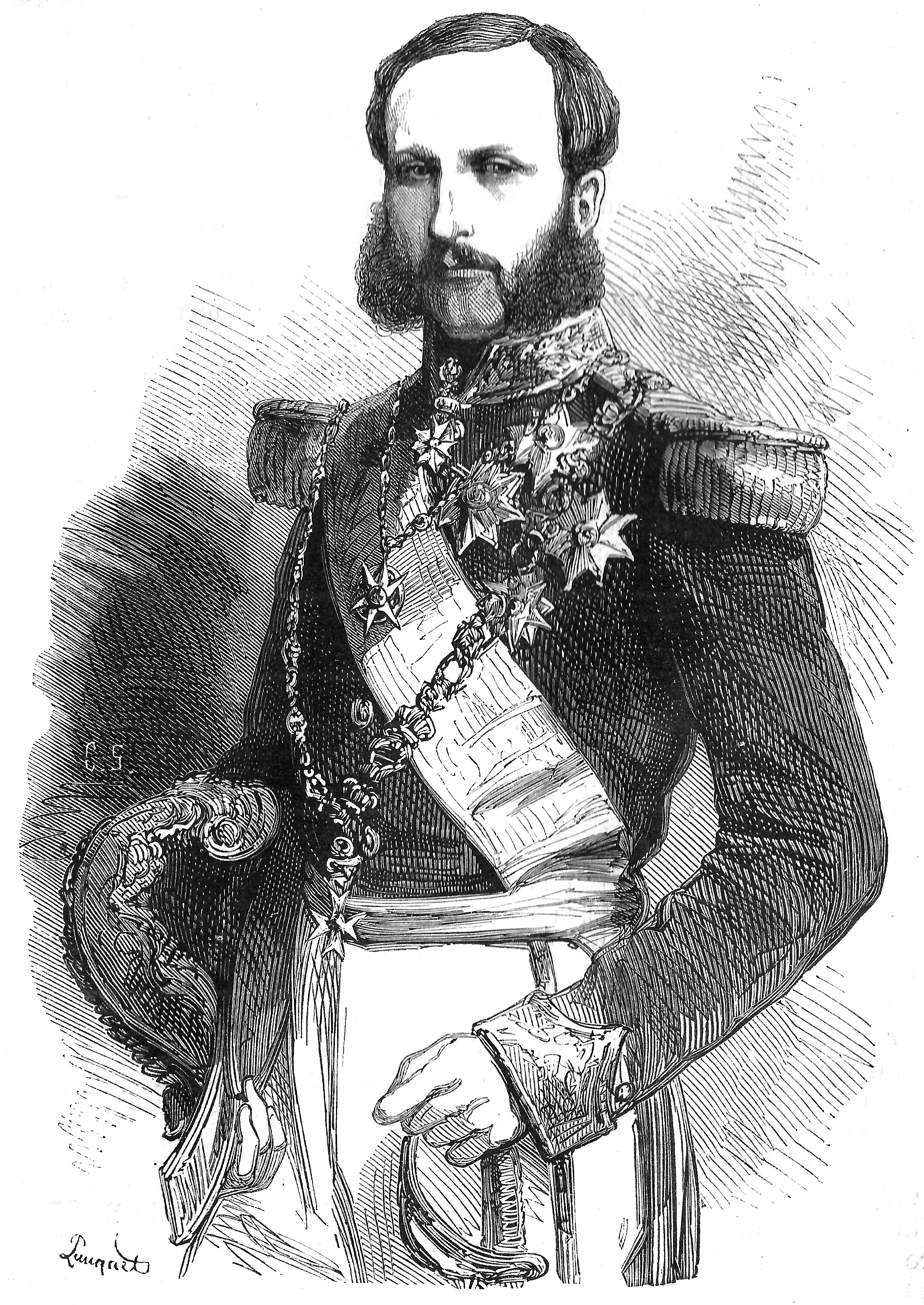
Prins Filips van België, graaf van Vlaanderen, haalde Jungbluth naar het Hof.

Jungbluth was een zoon van Mathieu Joseph Jungbluth, een Duitser en van Sara Isabelle Parker, een Britse. 
Vanaf 1865 liep hij Militaire School in Brussel, waar hij afzwaaide als luitenant in de artillerie (1871). In de tussentijd had hij de Belgische nationaliteit verkregen, via een procedure op het gemeentehuis van Elsene (1868). Vanaf 1875 was hij ordonnansofficier van de Generale Staf van het Belgisch Leger. 

### Hof van de Graaf van Vlaanderen
Via de Generale Staf geraakte Jungbluth in de functie van vleugeladjudant van de Graaf van Vlaanderen, prins Filips (1868). Prins Filips belastte Jungbluth, naast andere officieren, met de opleiding van zijn zonen, de prinsen Boudewijn en Albert (1888). Jungbluth belandde er eerder toevallig, want hij moest snel inspringen voor kapitein Terlinden, die op missie vertrok. Prinses Maria, de moeder van de beide prinsen, was niet opgezet met de keuze van Jungbluth. Ze sprak de koning Leopold II hierop aan. Ze bekloeg er zich over dat Jungbluth protestant was, en dit in het katholieke vorstenhuis van België, alsook dat Jungbluth liberaal-vrijzinnige ideeën had en geen vaste relatie met een vrouw had. Leopold II luisterde niet naar haar. Jungbluth bleef op post, vooral omdat koning Leopold II geen interesse had in de opvoeding van zijn beide neven.
Na de dood van prins Boudewijn (1891) werd Jungbluth mentor van prins Albert, de latere koning Albert I. Prins Albert was op dat moment 16 jaar en Jungbluth was 34 jaar. Het werd het begin van een levenslange vriendschap. Jungbluth en prins Albert maakten samen talrijke reizen. Zo reisden ze door alle uithoeken van België, maar ook naar het buitenland. Bekend is de reis van hun beiden door de Verenigde Staten in het jaar 1898.
In 1899 werd Jungbluth kolonel, in 1903 generaal-majoor en in 1908 luitenant-generaal.

### Militair bevelhebber

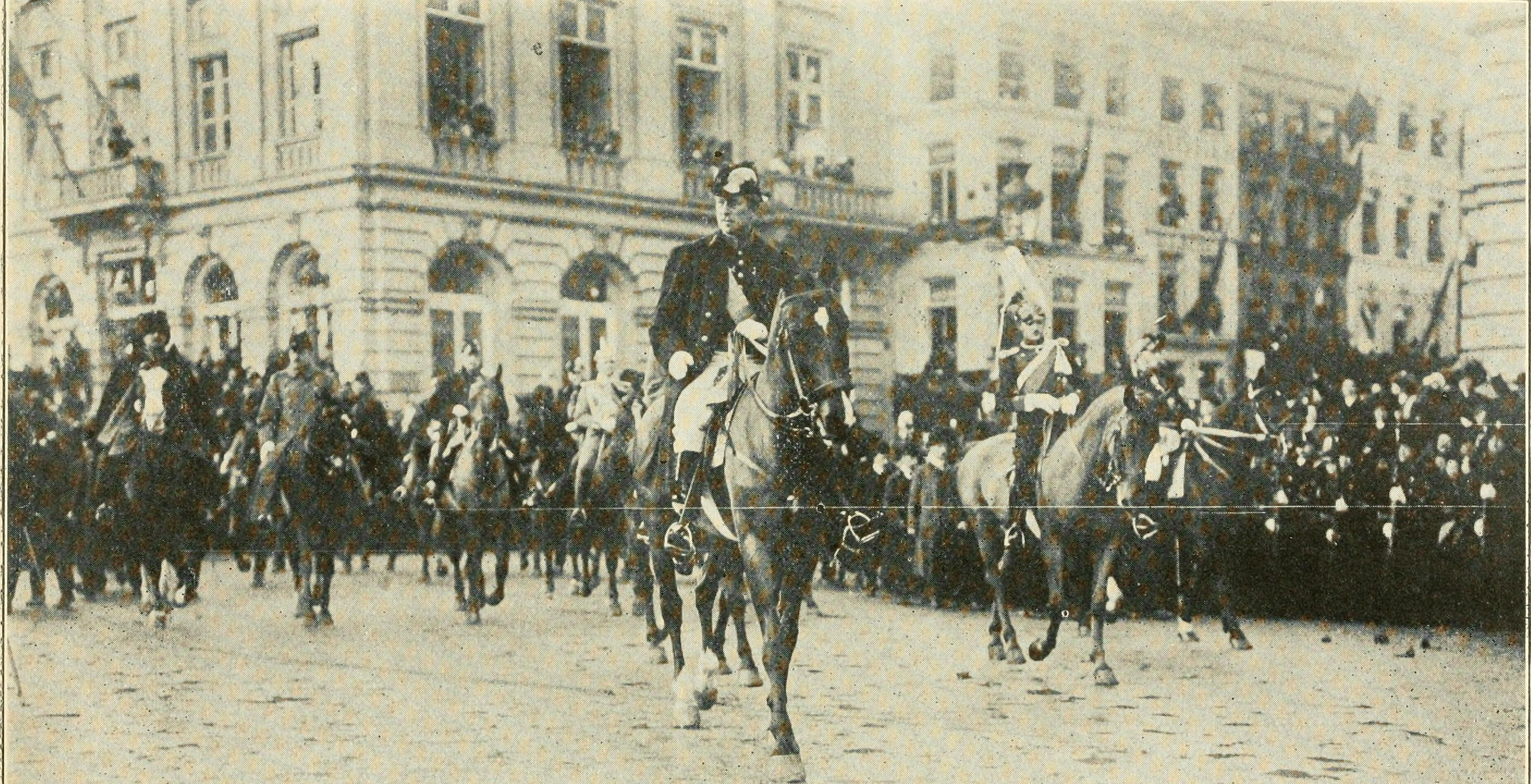
Koning Albert I als opperbevelhebber van het Belgisch Leger.

Van 1908 tot 1910 was Jungbluth kort militair gouverneur van Namen. 
In 1909 werd prins Albert koning Albert I der Belgen. Albert I benoemde Jungbluth tot stafchef van het leger (1910). Jungbluth vervulde de functie van stafchef gedurende twee jaar (1910-1912). Hij verliet deze post onder druk van de Belgische regering. Charles de Broqueville, kabinetschef van de koning en minister van Oorlog, wenste immers de generale staf van het Belgisch leger onder controle te krijgen van de regering. 
De Broqueville was van de Katholieke Partij en Jungbluth liberaal-vrijzinnig. Nochtans was het conflict niet zozeer katholiek versus liberaal maar was het wel een dispuut over wie het laatste woord heeft in het Ministerie van Oorlog: de regering dan wel de koning. De Broqueville slaagde erin Jungbluth weg te werken uit de generale staf, en dit met hulp van de toenmalige minister van Oorlog Victor Michel. Koning Albert I haalde Jungbluth, zijn oude leermeester, onmiddellijk binnen in zijn hofhouding.

### Koninklijk Hof
Jungbluth ontving de benoeming tot chef van het Militair Huis (1912). Hij liep niet meer in de weg van de regering door zijn job aan het Koninklijk Hof. Hij behield het ambt van chef van het Militair Huis tot zijn dood in 1930.
In 1914 brak de Eerste Wereldoorlog uit. De Broqueville was de minister van Oorlog van België gedurende de hele Eerste Wereldoorlog. Om onduidelijke redenen was minister de Broqueville in staat koning Albert I en Jungbluth van mekaar te scheiden. Jungbluth verbleef in Le Havre, tezamen met de Belgische regering, terwijl koning Albert I in De Panne, in België dus, verbleef. De scheiding tussen beiden was duidelijk gewild door de Broqueville en de Katholieke Partij. Dezen vreesden de macht van Jungbluth op de koning in de penibele oorlogssituatie. Feitelijk was Jungbluth verbannen naar Le Havre en zijn rol in was er koning Albert I te vertegenwoordigen bij de Belgische regering in ballingschap. Anekdotisch zijn de verhalen waar Jungbluth en Albert I elkaar heimelijk opzochten. Ze troffen mekaar halverwege tussen De Panne en Le Havre. Elk van beiden bleef in zijn auto zitten en zo overlegden ze met mekaar. Officieel zagen Jungbluth en Albert I elkaar nooit tijdens de Eerste Wereldoorlog. De spanningen tussen het ministerie van Oorlog en koning Albert I liepen hoog op tijdens de oorlog. In 1918 stuurde koning Albert I de Broqueville de laan uit. Al die tijd hield Jungbluth zich voorzichtig in dit conflict.
Na de oorlog was de politieke rol van Jungbluth uitgespeeld. Hij bleef nog jarenlang chef van het Militair Huis, en dit als een protocollaire rol. Van Jungbluth is het volgende citaat bekend, waarin hij raad geeft aan hovelingen die nieuw beginnen aan het koninklijk hof: prenez garde, si vous chercher à tirer vanité de votre position: vous serez vite brisé of vertaald: wees op je hoede indien je voordeel wil halen van je positie (aan het hof), of je wordt snel verbrijzeld.
Generaal Jungbluth stierf in 1930. Hij bleef ongehuwd en kreeg een katholieke kerkdienst in de kathedraal van Sint-Michiel en Sint-Goedele in Brussel.